# Jovan Dragaš
Jovan Dragaš Dejanović (cyryl. Јован Драгаш Дејановић, ur. w 1343 r., zm. w 1378 r.) – serbski szlachcic z rodziny Dejanowiciów, który pod panowaniem Stefana Urosza V sprawował urząd despoty Kumanowa, Koczani oraz Strumicy. Bo bitwie nad Maricą w 1371 r. został osmańskim wasalem.
Jego ojciec, Dejan Dragaš, władał terytorium pomiędzy Preševem w dzisiejszej Serbii, a Kiustendiłem w Bułgarii. Po jego śmierci młodymi braćmi Jovanem i Konstantinem zaopiekował się Vlatko Paskačić, działający z polecenia Mrnjavčeviciów. Aż do osiągnięcia przez Jovana pełnoletniości, władzę w kraju sprawował Vlatko.
Jovan urząd objął około 1365 roku, przez kilka lat współrządząc ze swoim młodszym bratem Konstantinem. Jego wuj, Stefan Urosz V nadał mu (prawdopodobnie w 1373 roku) tytuł despoty, tak jak uczynił to z ojcem Jovana, Dejanem.
Po przegranej bitwie nad Maricą, bracia Jovan i Konstantin zostali wasalami Turków osmańskich. Pomimo formalnej zależności od Imperium, bracia nadal władali swoim na wpół niepodległym krajem, powiększając nawet terytorium otrzymane w spadku po ojcu poprzez przyłączenie dziedziny Jovana Olivera (kotlina Owcza pole oraz lewy brzeg rzeki Wardar). Również monety Jovana po wasalizacji miały ten sam wzór, co te bite pod panowaniem Vukašina Mrnjavčevicia.
Jovan przekazał kościół św. Wasylego w Sztipie na rzecz klasztoru Chilandar.
Zmarł w 1378 roku, a jego następcą został brat Konstantin, który rządził despotatem do 1392 roku.